# 20th Century Masters: The Millennium Collection - The Best of Barry White
20th Century Masters: The Millennium Collection - The Best of Barry White è un greatest hits del cantante statunitense Barry White, pubblicato postumo nel 2003 dalla Island Records.

## Tracce
1. I'm Gonna Love You Just a Little More, Baby - 4:11
2. Never, Never Gonna Give You Up - 4:02
3. Can't Get Enough of Your Love, Babe - 3:52
4. What Am I Gonna Do With You - 3:41
5. Let the Music Play - 4:16
6. It's Ecstasy When You Lay Down Next to Me - 3:25
7. Playing Your Game, Baby - 3:39
8. Oh What a Night for Dancing - 3:17
9. Love Makin' Music - 4:57
10. Sho' You Right - 4:00
11. Practice What You Preach - 3:56
12. Staying Power - 3:58